# Ки-но Томонори
Ки-но Томонори  (яп. 紀 友則, ок. 845/50 — ок. 904/7) — японский придворный поэт периода Хэйан.  
Входит в число  «Тридцати шести бессмертных поэтов». Один из составителей антологии «Кокинвакасю», хотя и не дожил до её завершения.
Александр Долин пишет о нём в комментариях к своему переводу  «Кокинвакасю» следующее:
Бесспорно заслуживают внимания четверо составителей «Кокинвакасю», приглашенные для выполнения своей миссии как лучшие знатоки и ценители поэзии вака. Ки-но Томонори, старший по придворному рангу и по возрасту, родился в 845 году, умер в 905 году, вскоре после исторической аудиенции у императора Дайго. По не вполне достоверным данным, он приходился двоюродным братом Ки-но Цураюки, во всяком случае, состоял с ним в родстве. В 897 году Томонори служил чиновником управы в провинции Тоса на острове Сикоку, затем при дворе занимал должность младшего секретаря Ведомства официальных документов и незадолго до смерти был произведён в старшие секретари. В конце IX века Ки-но Томонори активно участвовал во многих поэтических турнирах, десятки его танка позже вошли в официальные антологии. Поскольку Томонори безвременно скончался, скорее всего, он мог только участвовать в обсуждении проекта «Кокинвакасю», а также представить составителям свой авторский сборник «Томонори-сю». 
Ки-но Томонори один из авторов наиболее полно представленных в «Кокинвакасю», куда вошло 45 его стихотворений-танка: (13, 38, 57, 60, 84, 142, 153, 154, 177, 207, 265, 270, 274, 275, 337, 359, 405, 431, 437, 438, 440, 442, 561–565, 593–596, 615, 661, 667, 668, 684, 715, 753, 787, 792, 827, 833, 854, 876, 991).
Вот образец его поэзии:

«Кокинвакасю», № 13
Далеко-далеко
пусть ветер весенний разносит
аромат лепестков —
чтоб к цветущей сливе близ дома
соловей отыскал дорогу!..
(Ки-но Томонори, перевод А. Долина)